# FC Aboomoslem
El FC Aboomoslem es un club de fútbol iraní de la ciudad de Mashhad en la provincia de Jorasán Razaví. Fue fundado en 1970 y juega en la Persian Gulf Cup.

## Uniforme
- Uniforme titular: Camiseta rojinegra, pantalón negro, medias negras.
- Uniforme alternativo: Camiseta blanca, pantalón blanco, medias blancas.